# Walter Middelberg
Walter Middelberg (ur. 30 stycznia 1875 w Zwolle, zm. 15 września 1944 tamże) – holenderski wioślarz.
Walter Middelberg był uczestnikiem Letnich Igrzysk Olimpijskich 1900 w Paryżu, podczas których wraz ze swoją osadą zajął 3. miejsce w konkurencji ósemek ze sternikiem.